# Aleksandr Kaul
Aleksandr Iosifowicz Kaul (ros. Алекса́ндр Ио́сифович Ка́уль, ur. 21 maja?/2 czerwca 1887 we wsi Paninskoje w guberni samarskiej, zm. 24 listopada 1958 w Karagandzie) – funkcjonariusz radzieckich służb specjalnych.

## Życiorys
W 1913 ukończył studia na Wydziale Historyczno-Filologicznym Uniwersytetu Moskiewskiego, pracował jako nauczyciel w Tule, w marcu 1917 wstąpił do SDPRR(b). W październiku 1917 został przewodniczącym Rady Tulskiej, od 7 grudnia 1917 do 1918 był przewodniczącym Tulskiego Komitetu Wojskowo-Rewolucyjnego, w 1918 pełnomocnikiem ds. aprowizacji guberni tulskiej, a od 1919 funkcjonariuszem Czeki. Od 1919 do września 1920 był przewodniczącym tulskiej gubernialnej Czeki, od września 1920 pełnomocnikiem WCIK i Ludowego Komisariatu Żywności na gubernię penzeńską, samarską, saratowską, stawropolską i Ural, od 1922 zastępcą pełnomocnego przedstawiciela GPU w Piotrogrodzkim Okręgu Wojskowym, a 1924-1926 zastępcą pełnomocnego przedstawiciela OGPU na Kraj Południowo-Wschodni/Kraj Północno-Kaukaski. Następnie został szefem Wydziału Tajno-Politycznego Pełnomocnego Przedstawicielstwa OGPU na Kraj Północno-Kaukaski, potem do listopada 1928 był pełnomocnym przedstawicielem OGPU Zakaukaskiej FSRR, a od 25 maja 1930 do 28 sierpnia 1931 pomocnikiem szefa Zarządu Tajno-Operacyjnego OGPU przy Radzie Komisarzy Ludowych RFSRR. W 1931 został szefem Lengosnarpita, potem do 1935 był dyrektorem Instytutu Technologii Historycznej Akademii Historii Kultury Matrialnej, a od października 1935 do października 1937 kierownikiem Wydziału Szkół i Nauki Północno-Kaukaskiego Krajowego Komitetu WKP(b).
17 października 1937 został aresztowany, później skazany na 20 lat pozbawienia wolności, w 1956 wypuszczony z więzienia.